# Kadolec
Kadolec (německy Kadoletz) je obec v okrese Žďár nad Sázavou v kraji Vysočina. Žije zde 161 obyvatel.

## Název
Původní jméno vesnice bylo německé Kadolds ("Kadoldova", "Kadoldovo" a podobně) odvozené od osobního jména Kadold. Do češtiny bylo jméno převedeno jako Kadolec, které se stalo i základem novějšího německého Kadoletz.

## Historie
První písemná zmínka o obci pochází z roku 1364. Patřila tehdy pod osovské panství. Jednu polovinu vsi držel Jindřich z Ronova., druhou bratří z Ronova. Od roku 1372 náležela ves Janovi st. z Meziříčí.
Kadolec od roku 1687 spadal ke křižanovskému panství. V letech 1850–1867 tvořil součást Křižanova. Mezi lety 1975–1990 byl Kadolec opět součástí obce Křižanov, od roku 1990 je samostatný.
| Rok            | 1869 | 1880 | 1890 | 1900 | 1910 | 1921 | 1930 | 1950 | 1961 | 1970 | 1980 | 1991 | 2001 |
| Počet obyvatel | 360  | 371  | 349  | 312  | 300  | 274  | 273  | 240  | 220  | 227  | 205  | 164  | 165  |

## Pamětihodnosti
- Kaple Nanebevzetí Panny Marie na návsi
- Svatá hora – vrch a poutní místo jihovýchodně od obce

## Osobnosti
- František Maloušek (1905–1944), řídící učitel v Kadolci, umučen nacisty

## Galerie

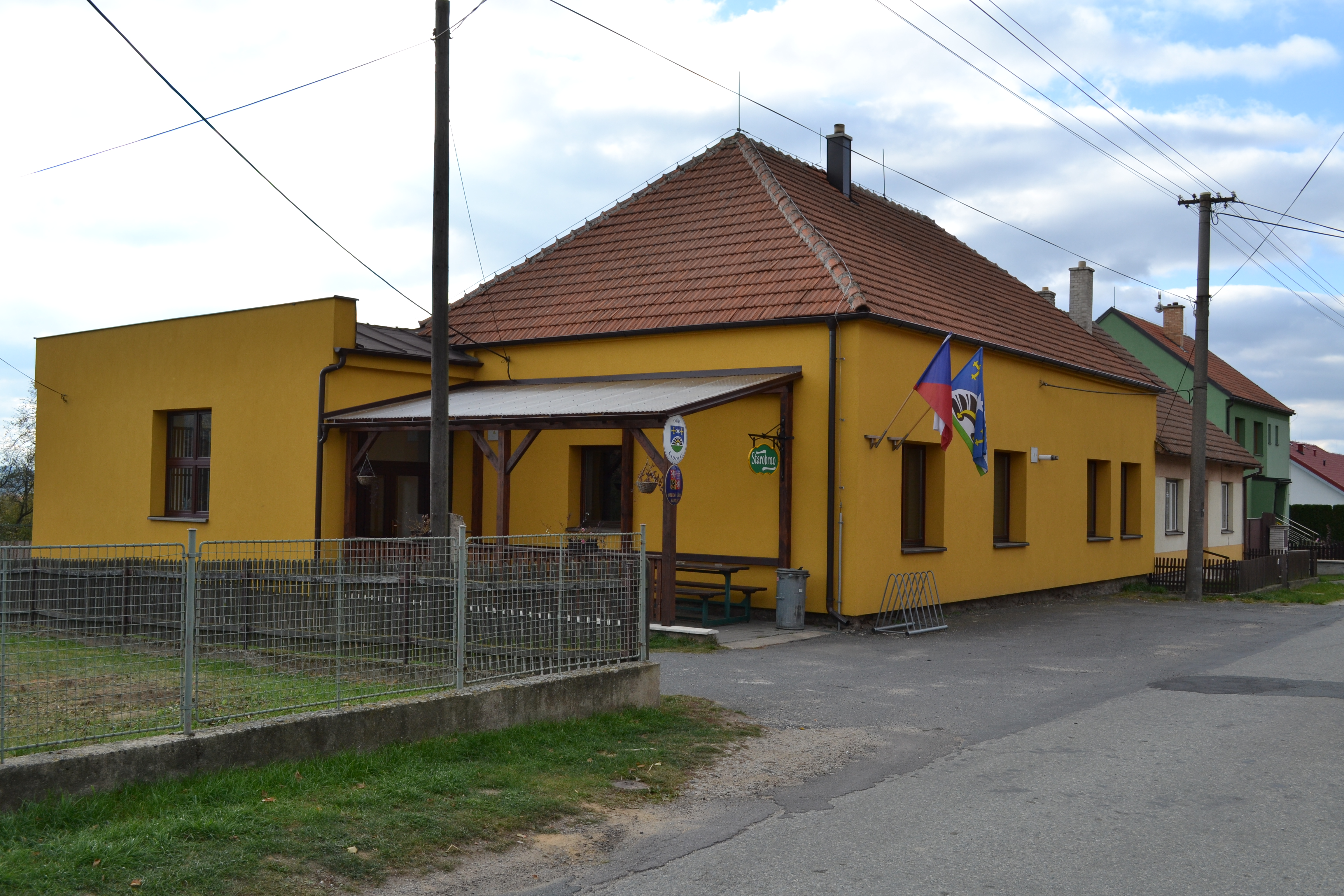
Obecní úřad
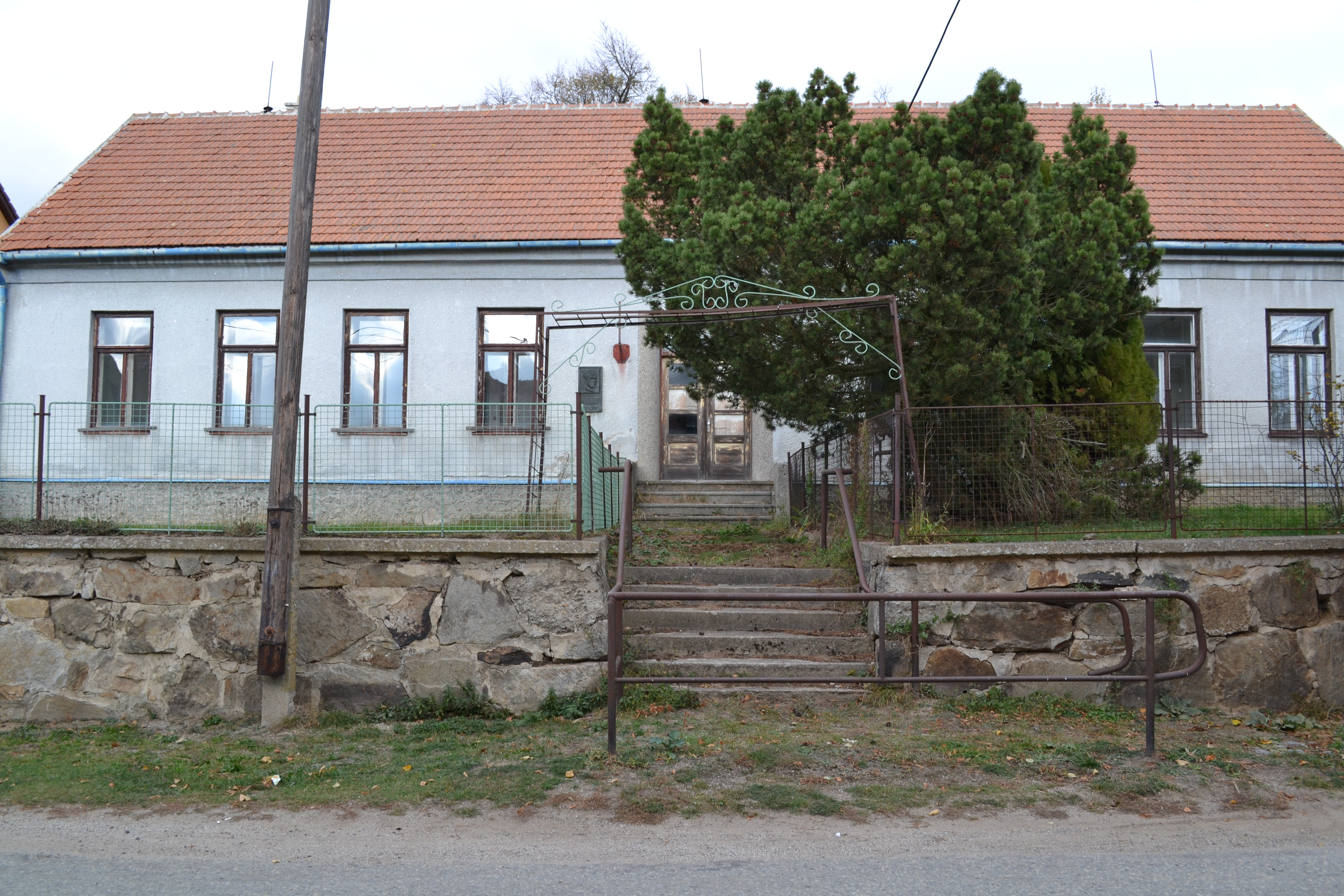
Bývalá škola
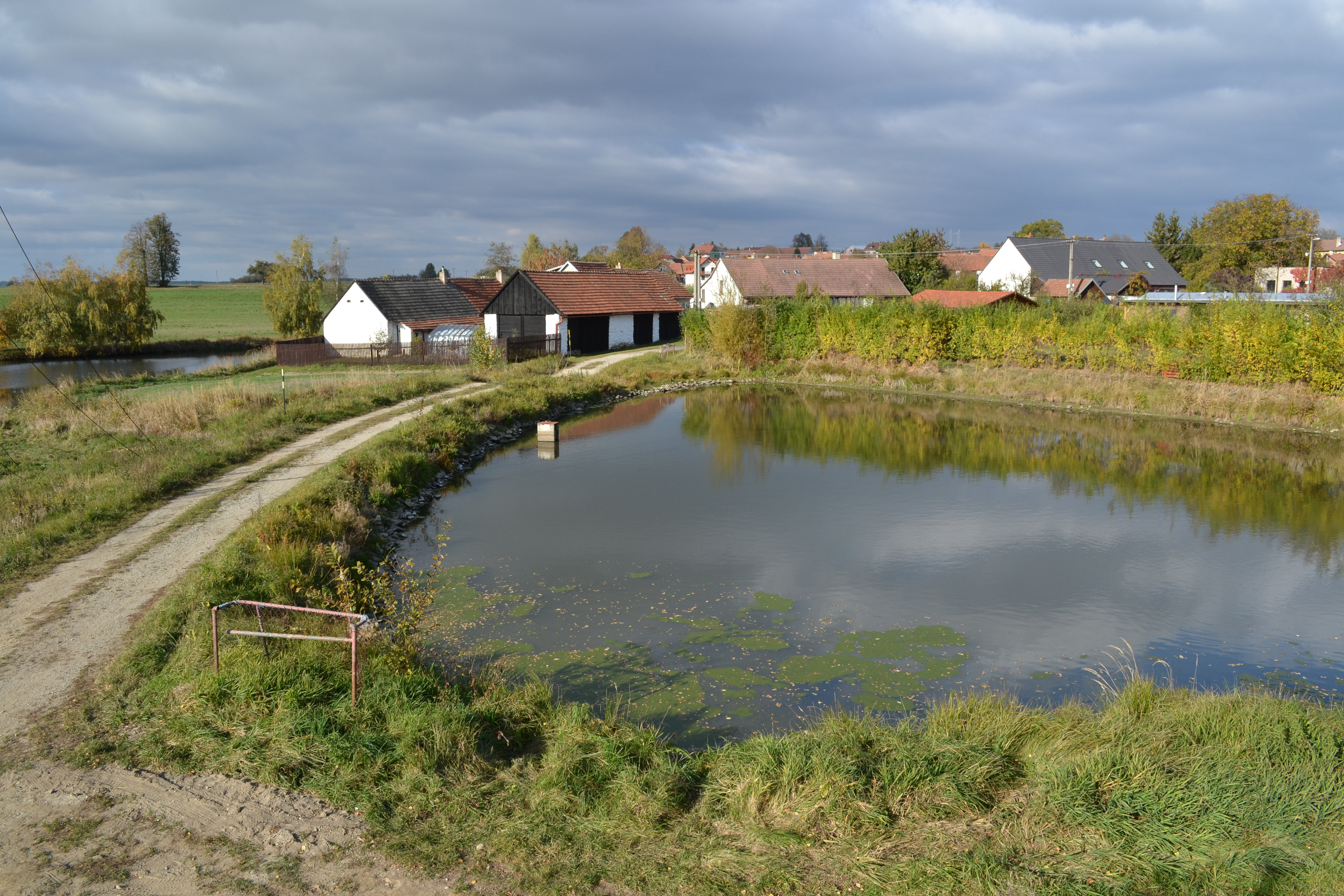
Rybník v jižní části
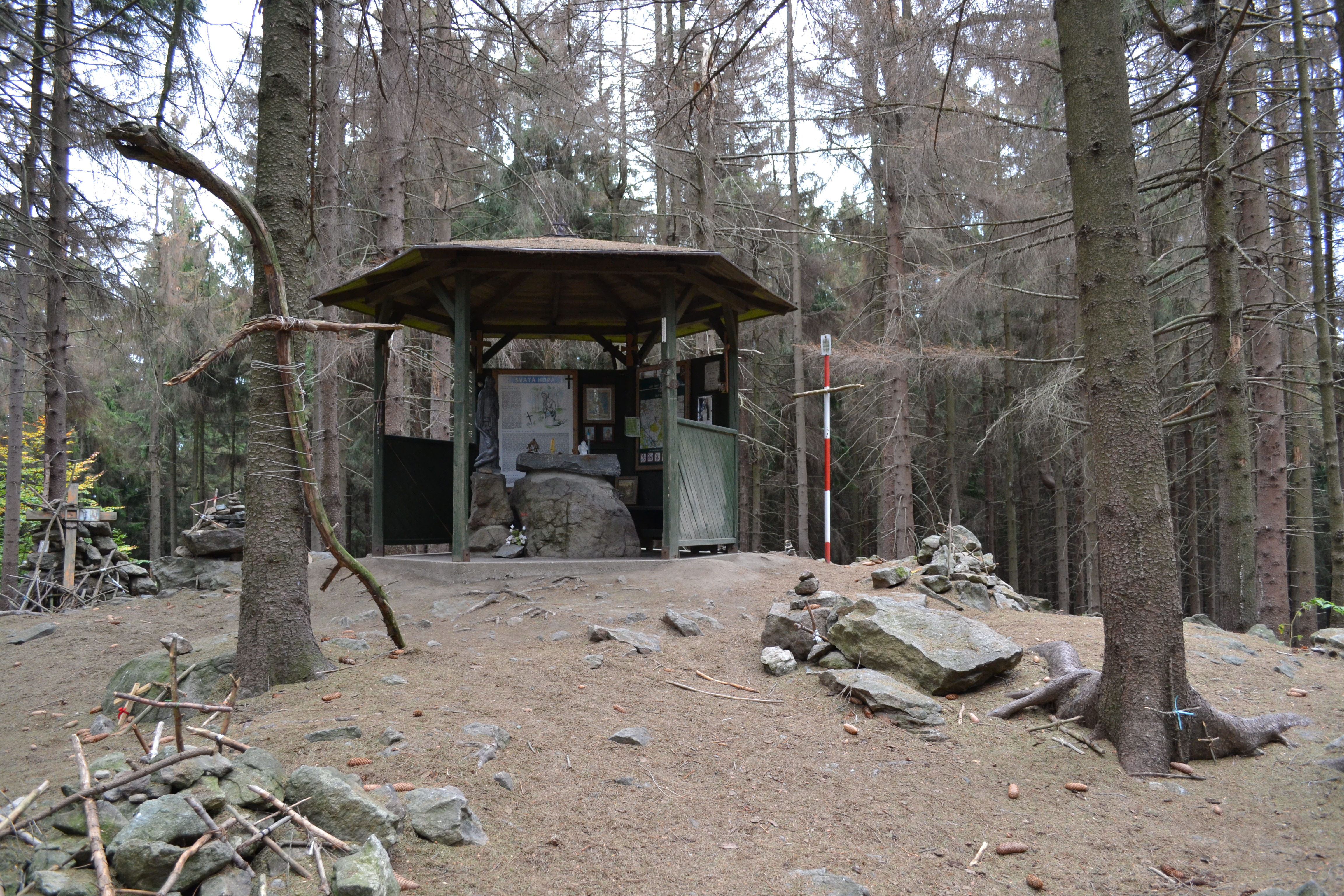
Svatá hora, vrchol (2018)